# Гумбольдт (Міннесота)
Гумбольдт (англ. Humboldt) — місто (англ. city) в США, в окрузі Кіттсон штату Міннесота. Населення — 41 особа (2020).

## Географія
Гумбольдт розташований за координатами 48°55′17″ пн. ш. 97°5′40″ зх. д. / 48.92139° пн. ш. 97.09444° зх. д. (48.921456, -97.094464).  За даними Бюро перепису населення США в 2010 році місто мало площу 0,28 км², з яких 0,28 км² — суходіл та 0,00 км² — водойми.

## Демографія
Згідно з переписом 2010 року, у місті мешкало 45 осіб у 20 домогосподарствах у складі 16 родин. Густота населення становила 161 особа/км².  Було 26 помешкань (93/км²).
Расовий склад населення:
| - 91,1 % — білих - 8,9 % — осіб інших рас |

До двох чи більше рас належало 0,0 %. Частка іспаномовних становила 13,3 % від усіх жителів.
За віковим діапазоном населення розподілялося таким чином: 11,1 % — особи молодші 18 років, 71,1 % — особи у віці 18—64 років, 17,8 % — особи у віці 65 років та старші. Медіана віку мешканця становила 48,5 року. На 100 осіб жіночої статі у місті припадало 125,0 чоловіків;  на 100 жінок у віці від 18 років та старших — 122,2 чоловіків також старших 18 років.
Середній дохід на одне домашнє господарство  становив 33 291 долар США (медіана — 23 750), а середній дохід на одну сім'ю — 45 875 доларів (медіана — 36 250). 
Цивільне працевлаштоване населення становило 14 особи. Основні галузі зайнятості: транспорт — 42,9 %, виробництво — 21,4 %, роздрібна торгівля — 14,3 %.